# ARL V 39
Pour les articles homonymes, voir ARL et V39.
L' ARL V 39, également connu sous le nom d' ARL 1940 V939, était un prototype de véhicule blindé de combat, conçu pour répondre aux demandes de l'armée française concernant un nouveau canon d'assaut automoteur, avant la Seconde Guerre mondiale. Seuls deux prototypes complets et fonctionnels furent produits, armés d'un canon de campagne de 75 mm modifié et d'une mitrailleuse de 7,5 mm. Le projet de conception était connu sous le nom d'ARL 40, lié au char moyen char G1B. Conçus en 1935, deux prototypes furent achevés en 1940. Cependant, à la suite de la défaite de 1940 et de l'occupation de la France, la production de masse pour répondre aux commandes fut annulée et les prototypes évacués vers le Maroc, mettant ainsi fin au projet. Les prototypes furent ensuite démontés et fondus.

## Développement
Le développement du projet a commencé au milieu de 1935, à la suite de la demande de l'armée française d'un nouveau canon d'assaut automoteur de soutien à l'infanterie. N'ayant pas de chars de ce type en service, deux constructeurs ont soumis des modèles construits sur des chars moyens existants : SOMUA, avec le Somua SAu 40 basé sur le châssis du char de cavalerie moyen SOMUA S35, et ARL, avec l'ARL 40, développé à partir de pièces détachées. du char lourd B1.
L'ARL V 39 était le seul véhicule entièrement développé pour répondre aux spécifications du projet ARL 40. Le premier véhicule construit en acier doux fut achevé en juin 1938, et les essais militaires eurent lieu du 23 au 25 mars 1939. Après avoir passé avec succès les essais, le projet a été approuvé pour la production en série avec une commande initiale de 72 unités, dont 24  véhicules de commandement non armés.

Le 27 septembre, la répartition des unités a été modifiée en groupes de 12 véhicules, divisés en deux groupes constitués de deux batteries de trois véhicules, avec des véhicules de commandement supplémentaires accordés à chaque groupe. En octobre 1939, le Premier ministre français, Édouard Daladier, passa la commande révisée, les cinq premiers devant être prêts au service en octobre 1940, puis poursuivis par une cadence de production de 10 par mois. Cependant, au début de la bataille de France en mai 1940, aucun véhicule n'était prêt au combat, deux prototypes fonctionnels furent expédiés au Maroc pour être cachés dans un tunnel . Il est confirmé que les véhicules ont atteint l’Afrique, mais leur sort au-delà est inconnu. La future occupation de la France a alors vu l'arrêt de tout développement ultérieur du projet ARL 40.
Le projet SAu 40 de SOMUA a également passé avec succès les essais et a simultanément obtenu une commande de 36 unités, dont 12 devaient être des véhicules de commandement non armés, qui devaient initialement être affectés aux bataillons aux côtés de l'ARL V 39. Cependant, des problèmes sont survenus avec le SAu 40 lors de l'adoption du canon APX haute puissance de 75 mm utilisé par l'ARL V 39, conduisant à l'annulation de la commande de 36 le 1er mai 1940. Au lieu de cela, le rôle initial devait être laissé à l'ARL V 39, donnant au SAu 40 le nouveau rôle de chasseur de chars utilisant le canon d'artillerie de 47 mm mle 1937. Soixante-douze SAu 40 ont été commandés dans cette configuration, mais n'ont jamais atteint la production.

## Armement
L'ARL V 39 était équipé du canon APX haute vitesse de 75 mm. Il s'agissait d'une modification du canon de forteresse casemate de 75 mm de 1929. La vitesse initiale atteint 400 m/s pour les obus explosifs et 570 m/s pour les obus perforants. Les tests de pénétration ont révélé que l'obus perforant avait 50 mm de pénétration à 1 000 m. L'instrumentation comprenait deux télémètres à visée et stéréoscopiques, permettant des prises de vue jusqu'à 2 000 m distance. Le débattement horizontal était de 7° à gauche et à droite et le débattement horizontal de −10 à 30°. Lors du transport, le canon pouvait être rentré dans le blindé pour réduire la longueur totale. le canon était muni d'une culasse semi-automatique, d'un chargement automatique et d'un enregistreur de données.

## lecture complémentaire
- Touzin, Pierre (1979). Les véhicules blindés français, 1900–1944. France: EPA Editions.  (ISBN 2851200941).